# Zaparinqui
Zaparinqui är en ort i Argentina.   Den ligger i provinsen Chaco, i den norra delen av landet, 1 000 km norr om huvudstaden Buenos Aires. Zaparinqui ligger 108 meter över havet och antalet invånare är 700.
Terrängen runt Zaparinqui är mycket platt. Närmaste större samhälle är Castelli, 14,5 km norr om Zaparinqui.
Trakten runt Zaparinqui består i huvudsak av gräsmarker. Runt Zaparinqui är det glesbefolkat, med 9 invånare per kvadratkilometer.